# كأس أبطال الكؤوس الأوروبية لكرة اليد
كأس أبطال الكؤوس الأوروبية لكرة اليد (بالإنجليزية: EHF Cup Winners' Cup)‏ كانت منافسة رسمية لكرة اليد للرجال والسيدات في قارة أوروبا. كانت تشارك فيها الفرق الأوروبية التي فازت بمنافسات الكأس المحلية. في موسم 2012–13 تم دمجها مع كأس أوروبا لكرة اليد. أقيمت للمرة الأولى في سنة 1975، وفاز بها نادي جرانوليريس لكرة اليد من إسبانيا بعد فوزه في النهائي على نادي مندن لكرة اليد من ألمانيا.